# 耿璿
耿璿（？—？），也称耿璇，明朝政治人物，耿炳文長子。

## 生平
耿璿是懿文太子朱標長女江都公主的駙馬，洪武二十七年（1395年）成婚。
及後，与耿炳文一同北伐，耿璿劝其直接进攻北平。之后班师，不再用。
永樂初年，闭门称疾，后因连坐得罪而死。